# Macrocneme cinyras
Macrocneme cinyras är en fjärilsart som beskrevs av William Schaus 1889. Macrocneme cinyras ingår i släktet Macrocneme och familjen björnspinnare. Inga underarter finns listade i Catalogue of Life.